# Beignet de banane
 (mai 2022).
Le beignet de banane est un dessert ou une collation populaire dans la cuisine de l'Asie du Sud-Est et du sous-continent Indien, dont les principaux ingrédients sont des bananes, de l'huile (ou de la graisse) et une pâte, généralement à base de farine, de sel, de sucre, et d'œufs. Ce plat est cuit en friture et doit être consommé pendant qu'il est encore chaud pour conserver son croustillant. C'est un dessert populaire, réalisé à la maison comme sur des stands de street food ou dans les restaurants. 

## Ingrédients
Les ingrédients de base de ce dessert sont : bananes ou mini bananes, huile de friture, pâte à frire. La pâte à frire utilise le plus souvent une combinaison de farine (de riz ou de blé), de sel, de sucre et d'œufs. Dans la pâte, certaines recettes ajoutent du lait de coco ou du lait, de l'extrait de vanille, ou l'arrosent de rhum ou de vin de riz afin de flamber la préparation.

## Préparation
Choisir des bananes épluchées et prêtes à l'emploi. Préparer un mélange de pâte en mélangeant la farine avec l'eau et des ingrédients tels que l'huile, le sel, le sucre, les œufs, le miel ou l'alcool. Remuer jusqu'à obtenir une pâte lisse. Ensuite, rouler les bananes dans la pâte et les faire frire dans une poêle avec de l'huile jusqu'à ce que les beignets soient dorés et croustillants. Placer les beignets sur du papier absorbant pour absorber l'excès d'huile. Les beignets peuvent être mangés immédiatement.

## Variantes

### Indonésie
Le pisang goreng est un beignet de plantain frit originaire d'Indonésie. Il a un goût naturellement sucré et une texture croustillante à l'extérieur et moelleuse à l'intérieur. 
Les variétés de bananes les plus utilisées pour ces beignets sont les pisang raja, pisang abu, pisang tadulk et pisang krepok. En effet, il faut choisir des bananes bien mûres et pouvant supporter la cuisson dans le bain de friture, ce qui n'est pas le cas de la banane Cavendish, qui est la plus répandue dans le monde. 
Les cultivateurs locaux cherchent donc à obtenir des variétés de bananes sucrées et tendres mais résistantes aux manipulations et à des cuissons poussées. La banane est souvent panée puis frite dans une grande quantité d'huile de palme. La pâte à frire utilise le plus souvent une combinaison de farine, de blé, de riz, de tapioca ou de la chapelure. Plusieurs recettes peuvent ajouter du lait de coco ou du lait et de l'extrait de vanille dans la pâte pour ajouter de l'arôme.
Ce beignet frit extrêmement populaire se consomme généralement dans la rue pour le petit déjeuner ou comme collation de l’après-midi au moment du goûter. Le pisang goreng se mange en général avec une tasse de thé ou de café. Des établissements appelés warung kopi, la version locale du café, proposent des pisang goreng en accompagnement des boissons pour le petit déjeuner.

### Malaisie
En Malaisie, les beignets de banane sont communément appelés goreng pisang, d'autres noms peuvent inclure cekodok pisang et jemput-jemput pisang. Le style de beignets de banane que l'on trouve couramment en Malaisie consiste à faire frire des bananes plantains panées dans de l'huile chaude. Ils sont souvent vendus par des vendeurs ambulants, bien qu'ils soient également proposés comme produit dans les magasins et les établissements de restauration.

### Thaïlande
Le kluai khaek, parfois appelé kluai thot, est un met thaïlandais classé dans la catégorie des aliments de rue car on le trouve couramment dans les échoppes de rue. Le mot kluai en thaï signifie "banane" et khaek signifie littéralement "invité" et est une expression familière utilisée pour les Indiens, les musulmans ou les hindous. On suppose que le nom vient du fait que ce sont eux qui ont en premier lieu amené la recette, qui a ensuite été adaptée localement.
Ce beignet est traditionnellement préparé avec des bananes burro pelées et coupées en tranches, entièrement immergées dans un mélange fin de farine de riz, puis frites dans de l'huile chaude jusqu'à ce qu'elles soient tendres et croustillantes. La farine de riz, la farine tout usage, les graines de sésame, la levure chimique, le bicarbonate de soude, le sucre, le sel, les morceaux de noix, la noix de coco mûre et l'eau sont généralement utilisés dans le mélange de pâte à frire.
Les bananes ainsi frites sont généralement vendues en sachets et consommées encore chaudes, comme collation, dessert ou hors-d'œuvre en Thaïlande. Bien que traditionnellement consommées seules, elles sont maintenant fréquemment servies avec une variété de garnitures telles que de la crème glacée, de la vanille, de la crème fouettée, de la sauce au chocolat ou du miel.

### Vietnam
Au Vietnam, les beignets de bananes sont appelés les chuối chiên. Ces fritures sont également connues sous le nom de crêpes à la banane vietnamiennes et font partie des sucreries traditionnelles les plus populaires du pays. Elles sont croustillantes, légèrement sucrées mais un peu grasses.
La version vietnamienne utilise la mini-banane, ou la banane siamoise (chuối xiêm), qui est largement disponible dans les supermarchés asiatiques. Il est essentiel que la banane soit mûre (mais pas trop) pour qu'elle soit bien sucrée et facile à frire.
La technique clé pour le beignet de banane au Vietnam consiste à aplatir délicatement la banane sans l'écraser, en veillant à ne pas la casser, avec une petite planche en bois ou en verre. Il est recommandé de manger ce plat pendant qu'il est encore chaud.